# Омбадыков, Эрдни-Басан
Омбадыков Эрдни-Басан (калм. Омбадһа Эрдни; англ. Erdne Ombadykow, род. 27 октября 1972, Филадельфия, Пенсильвания, США) — Тэло Тулку Ринпоче (Дилова-хутухта) XII, в 1992—2023 годах — Шаджин-лама (президент Объединения буддистов Калмыкии), официальный представитель Далай-ламы XIV в России (до 2023), Монголии и странах СНГ. После осуждения российского вторжения лама был объявлен «иностранным агентом» властями РФ и лишился своих званий.

## Биография

### Происхождение
Со стороны матери относится к бузавам, со стороны отца — к дербетам. Дед Омбадыкова по материнской линии, служивший в Донском казачьем войске, эмигрировал из России в Югославию в 1920-х годах. Отец Керджа Омбадыков в годы Великой Отечественной войны служил в подразделении калмыцких коллаборантов; вместе с отступающими немцами оказался в Германии, откуда впоследствии был вывезен в США. Уже там он познакомился и женился вторым браком на матери Омбадыкова Лиджме. Эрдни Омбадыков родился 27 октября 1972 года в Филадельфии, имеет пять единокровных и четырёх родных братьев и сестёр, из которых является самым младшим.

### Образование
В четырёхлетнем возрасте Омбадыков заявил родителям о своем желании стать монахом. Когда ему исполнилось шесть лет, он получил возможность встретиться с Далай-ламой XIV, который посоветовал отправить мальчика на обучение в тибетский монастырь Дрепунг Гоман в Индии. Он провёл там 13 лет, изучая буддийскую философию под руководством выдающихся тибетских учителей. Тем не менее, полный курс образования в школе гелуг, предусматривающий получение учёной степени геше, он не прошёл. В конце 1980-х, в годы своего обучения в монастыре, он был признан перевоплощением скончавшегося в эмиграции в США монгольского Дилова-хутухты XI Жамсранжава, получив титул Тэло-тулку.

### Деятельность на посту Шаджин-ламы
В 1991 году Тэло Тулку Ринпоче впервые приехал в Калмыкию в составе делегации Далай-ламы XIV. В 1992 году Тэло Тулку Ринпоче был избран Шаджин-ламой (верховным ламой) Калмыкии. Будучи единственным калмыком, имеющим надлежащее буддийское образование, Эрдни однако вскоре решил, что его ответственность как Шаджин-ламы слишком велика для него самого в 22 года. Более того, он обнаружил, что формальное монашеское образование не подготовило его к назначенной роли. Он не говорил на калмыцком языке и не был знаком с менталитетом народа или правительства. Предположительно, эти препятствия заставили его вернуться в США в конце 1994 года, отказаться от монашества и жениться в 1995 году. Однако после добровольного двухлетнего изгнания Эрдне вновь принял свою миссию и вернулся в Калмыкию.
Под его руководством было воздвигнуто свыше 30 буддийских храмов и молельных домов, разрушенных в советский период. С 2005 года резиденция Тэло Тулку была расположена в главном храме Калмыкии «Золотая обитель Будды Шакьямуни», который признан крупнейшим буддийским храмом в России и Европе.
Пребывая на посту Шаджин-ламы, Тэло Тулку Ринпоче прилагал большие усилия для укрепления религиозных и культурных связей, которые веками существовали между традиционными буддийскими регионами России и тибетским сообществом во главе с Далай-ламой XIV. Тэло Тулку Ринпоче сопровождал Далай-ламу во время его первых визитов в Калмыкию в начале 1990-х, которые стали отправной точкой для восстановления буддизма в республике. При его активном участии был осуществлён долгожданный визит Далай-ламы в Россию в ноябре 2004 года, который дал новый импульс процессу возрождения традиционных буддийских ценностей в Калмыкии и России в целом.
В ноябре 2007 года по инициативе Тэло Тулку Ринпоче в резиденции Далай-ламы в Дхарамсале был проведён «Фестиваль буддийской культуры России и Монголии», а также большой молебен о долголетии Далай-ламы (Пуджа долгой жизни), в котором приняли участие духовенство, официальные лица, музыканты и свыше 500 паломников из буддийских регионов России и Монголии. Тэло Тулку Ринпоче назвал фестиваль шансом заявить миру о том, что Далай-лама является духовным лидером не только тибетского народа, но и буддийских народов России. В своём обращении к буддистам России он отметил:
Какие бы преграды ни возникали на нашем пути, мы никогда не откажемся от своего права открыто заявлять, что мы нуждаемся в его духовном руководстве, наставничестве и помощи.
Беспрецедентным событием фестиваля стали философские учения, которые Его Святейшество Далай-лама дал своим российским последователям в Дхарамсале по личной просьбе Тэло Тулку Ринпоче.
Опираясь на наставления Его Святейшества Далай-ламы, призывающего к укреплению межрелигиозного диалога, Омбадыков проводил политику всесторонней поддержки мирного сосуществования и сотрудничества представителей традиционных для Калмыкии конфессий: буддизма, христианства и ислама, отмечая:
Сегодня в нашей многонациональной республике живут люди разных национальностей и вероисповеданий, все они живут в мире и согласии, в дружбе и взаимопонимании. И мы испытываем радость от того, что это происходит в нашей стране.
В 2007 году Буддийский центр Наропы и Тилопы в Монголии обратился к верховному ламе Калмыкии с просьбой возглавить проект по восстановлению буддийского монастыря Наро-Ванчин-хийд, который принадлежал Дилова-хутухте Жамсранжаву, предшествующему воплощению Тэло Тулку Ринпоче.
28 января 2023 года после признания Тэло Тулку Ринпоче иноагентом он сложил с себя полномочия Шаджин-ламы Республики Калмыкия, передав их геше Тендзину Чойдаку (Мутулу Овьянову) и администратору гелонгу Йонтену Лодою (Сергею Киришову).

## Общественная позиция
1 октября 2022 года Тэло Тулку Ринпоче осудил вторжение российских войск на Украину, заявив, что украинская сторона «действительно права — она защищает свою страну, свою землю, свою правду, свою Конституцию, свой народ». 27 января 2023 года был включён Министерством юстиции в список «иностранных агентов».

## Награды
- Медаль «За доблестный труд» Республики Тыва (15 ноября 2012 года) — за большой вклад в развитие буддизма и духовности в Республике Тыва[9].
- В 2013 году Тэло Тулку Ринпоче был награждён орденом III степени «За веру, Дон и Отечество» за возрождение, сохранение и развитие буддийской религии[10].